# Noite Mágica
A Noite Mágica é uma celebração noturna de participação popular, considerada uma das principais atividades que constituem o Carnaval de Ovar. Realizada no centro da cidade, na noite que divide os corsos de domingo e terça-feira, conta anualmente com milhares de visitantes, que se mascaram (habitualmente, em grupos semi-organizados) e participam espontaneamente numa festa que dura até à manhã do dia seguinte.
Devido ao elevado número de participantes (cerca de 100 mil pessoas), a Câmara Municipal decidiu controlar os acessos ao centro da cidade com torniquetes de segurança, a partir de 2017, e impor um custo de admissão à zona da festa, a partir de 2020.

## Descrição
A Noite Mágica tem origem popular e, embora não seja possível determinar com exatidão a sua primeira edição, há registos de ocorrer, pelo menos, desde a década de 1950. Com o evoluir do Carnaval de Ovar, houve um aumento exponencial de participantes nesta festa noturna, que contava em 2019 com cerca de 100 mil foliões.
Iniciando-se já a partir da tarde de segunda-feira, com a chegada de milhares de foliões, a Noite Mágica consiste principalmente na concentração de pessoas mascaradas, em vários pontos do centro da cidade. Embora vários participantes escolham a fantasia para a noite de forma despreocupada, existem vários grupos de foliões que se organizam e combinam fantasias iguais, com meses de antecedência. Paralelamente, muitos grupos do Carnaval de Ovar têm a tradição de produzir uma fantasia específica para essa noite, em cada ano, para além das fantasias que utilizam nos desfiles do Corso Carnavalesco.
Em 2017, a Câmara Municipal de Ovar considerou que o elevado número de participantes do evento já não permitia que este se realizasse de forma livre e espontânea. Desta forma, a partir desse ano, o acesso ao centro histórico da cidade passou a ser controlado através de 13 pontos de entrada, nos quais os foliões são revistados e impedidos de entrar no recinto com objetos cortantes e recipientes de vidro. Assim, torna-se possível "contabilizar visitantes e desmotivar excessos com álcool e armas".
A partir de 2020, o acesso à festa passou a ser pago, de forma a  "reduzir o número de acessos ao recinto e qualificar o tipo de público, o que garantirá mais segurança à festa e também maior comodidade a quem circula no centro histórico durante a festa".